# Ales Adamowitsch

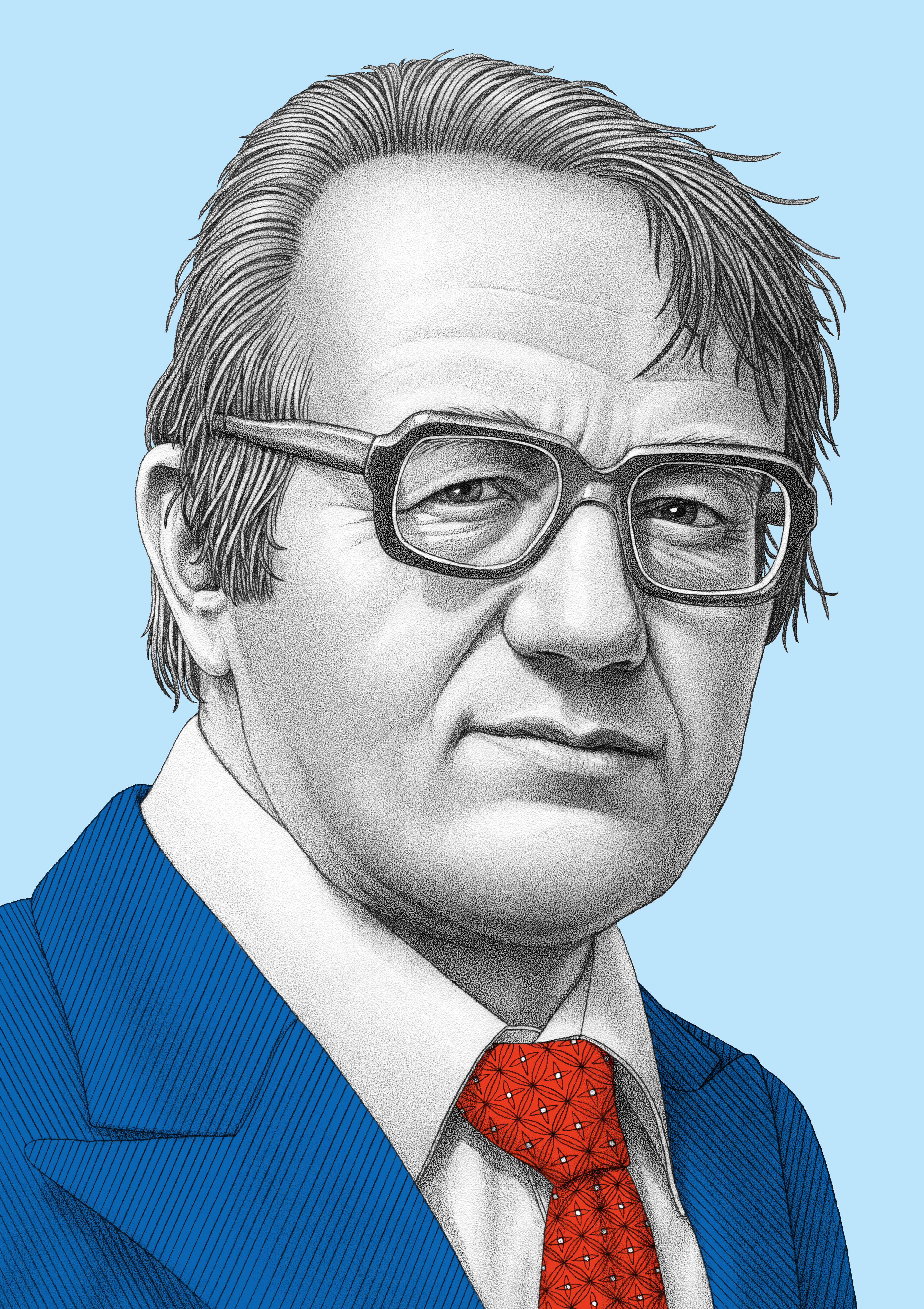
Ales Adamowitsch

Aljaksandr (Ales) Adamowitsch (belarussisch Аляксандр (Алесь) Міхайлавіч Адамовіч; * 3. September 1927 im Dorf Konjuchi in der Minskaja Woblasz, Belarussische SSR; † 26. Januar 1994 in Moskau, Russland) war ein belarussischer Schriftsteller, Kritiker und Literaturwissenschaftler.

## Leben
Adamowitsch kämpfte in den Jahren 1943 bis 1944 in Partisaneneinheiten gegen die Wehrmacht in der Region von Babrujsk. Er schlug sich alleine hinter die Frontlinien durch und lebte bis zum Ende des Krieges im Altai-Gebiet.
Nach dem Krieg studierte er von 1945 bis 1950 an der Philologischen Fakultät der Belarussischen Staatsuniversität in Minsk und lehrte anschließend dort, von 1964 bis 1966 aber auch an der Staatlichen Lomonossow-Universität Moskau, belarussische Literatur. Adamowitsch war zudem mehrfach wissenschaftlicher Mitarbeiter und Leiter der Literaturabteilung der Akademie der Wissenschaften der BSSR. 1982 nahm Adamowitsch als Mitglied der belarussischen Delegation an der 38. Sitzung der UNO-Vollversammlung teil. 1987 wurde er Direktor des Kinematografischen Instituts in Moskau. Ab 1989 war er ein Mitglied des belarussischen P.E.N.-Clubs.
Adamowitsch trat seit 1950 immer wieder mit eigenen Veröffentlichungen in Erscheinung: Romanen, Erzählungen, mehrfach verfilmten Drehbüchern, literaturwissenschaftlichen Arbeiten und Rezensionen. Er schrieb russisch und belarussisch. Bekannt wurden vor allem einige seiner eigenen Prosaarbeiten, aber auch die dokumentarischen Werke, in denen er Zeitzeugen zu Wort kommen ließ. Das literarische Verfahren der letzteren inspirierte nicht zuletzt die Nobelpreisträgerin Swetlana Alexijewitsch.
Adamowitsch gehörte 1988 zu den Gründungsmitgliedern der Menschenrechtsorganisation Memorial sowie der Partyja BNF. Zudem war er Volksdeputierter der UdSSR und setzte sich für die Unabhängigkeit von Belarus ein.
Die Ausgabe seiner Gesammelten Werke in 4 Bänden erschien in den Jahren 1981–1983 in Minsk im weißrussischen Staatsverlag Mastazkaja litaratura.

## Ehrungen
1999 wurde der Asteroid (6537) Adamovich nach ihm benannt.

## Werke (Auswahl)
- Война под крышами (1960, Roman, dt.: Der Krieg unter den Dächern)
- Сыновья уходят в бой (1963, Roman, dt.: Die Söhne ziehen in den Kampf)
- Хатынская повесть | Хатынская аповесць (russisch 1972, belarussisch 1976, Novelle, dt.: Stätten des Schweigens, Aus dem Russischen von Heinz Kübart, Aufbau Verlag, Berlin/Weimar 1974)
- Я з вогненнай вёскі… (1975, Dokumentation, gemeinsam mit Janka Bryl und Uladsimir Kalesnik, dt.: Feuerdörfer. Wehrmachtsverbrechen in Belarus – Zeitzeugen berichten, aus dem Belarussischen von Thomas Weiler, Aufbau Verlag, Berlin 2024, ISBN 978-3-351-03997-4)
- Блокадная книа (1979/1985, Dokumentation, gemeinsam mit Daniil Granin, dt.: Blockadebuch. Leningrad 1941-1944, aus dem Russischen von Ruprecht Willnow und Helmut Ettinger, Aufbau Verlag, Berlin 2018, ISBN 978-3-351-03735-2.)
- Каратели (1981/1988, Roman dt.: „Henkersknechte – Das Glück des Messers oder Lebensbeschreibungen von Hyperboreern“, aus dem Russischen von Thomas Reschke, Aufbau Verlag, Berlin/Weimar 1982)
- Иди и смотри (1985, Drehbuch zum gleichnamigen Film, dt.: Komm und sieh)
- Последняя пастораль (1986, dt.: Die letzte Pastorale, aus dem Russischen von Uwe Groth und Nina Letnewa, Galgenberg, Hamburg 1989, ISBN 3-925387-43-9)
- Немой (1992, Novelle, dt.: Der Stumme, verfilmt 2006 als Франц и Полина mit Adrian Topol, dt.: Franz + Polina – Eine Liebe im Krieg)

## Belege
1. 1 2 3  Wojciech Roszkowski, Jan Kofman (Hrsg.): Biographical Dictionary of Central and Eastern Europe in the Twentieth Century. Routledge, Abingdon u. a. 2015, ISBN 978-0-7656-1027-0, S. 8.
2. 1 2 3  Dirk Holtbrügge: Weißrußland. 2. Aufl., München, Beck, 2002. S. 120
3. ↑  Literaturnobelpreis für Swetlana Alexijewitsch, hanser-literaturverlage.de
4. ↑  Собрание сочинений в четырёх томах (1981–1983) (Digitalisate)

| Personendaten    | Personendaten                                                        |
| ---------------- | -------------------------------------------------------------------- |
| NAME             | Adamowitsch, Ales                                                    |
| ALTERNATIVNAMEN  | Adamowitsch, Alexander Michailowitsch                                |
| KURZBESCHREIBUNG | belarussischer Schriftsteller, Kritiker und Literaturwissenschaftler |
| GEBURTSDATUM     | 3. September 1927                                                    |
| GEBURTSORT       | Konjuchi, Minskaja Woblasz                                           |
| STERBEDATUM      | 26. Januar 1994                                                      |
| STERBEORT        | Moskau                                                               |